# Horst Mahler

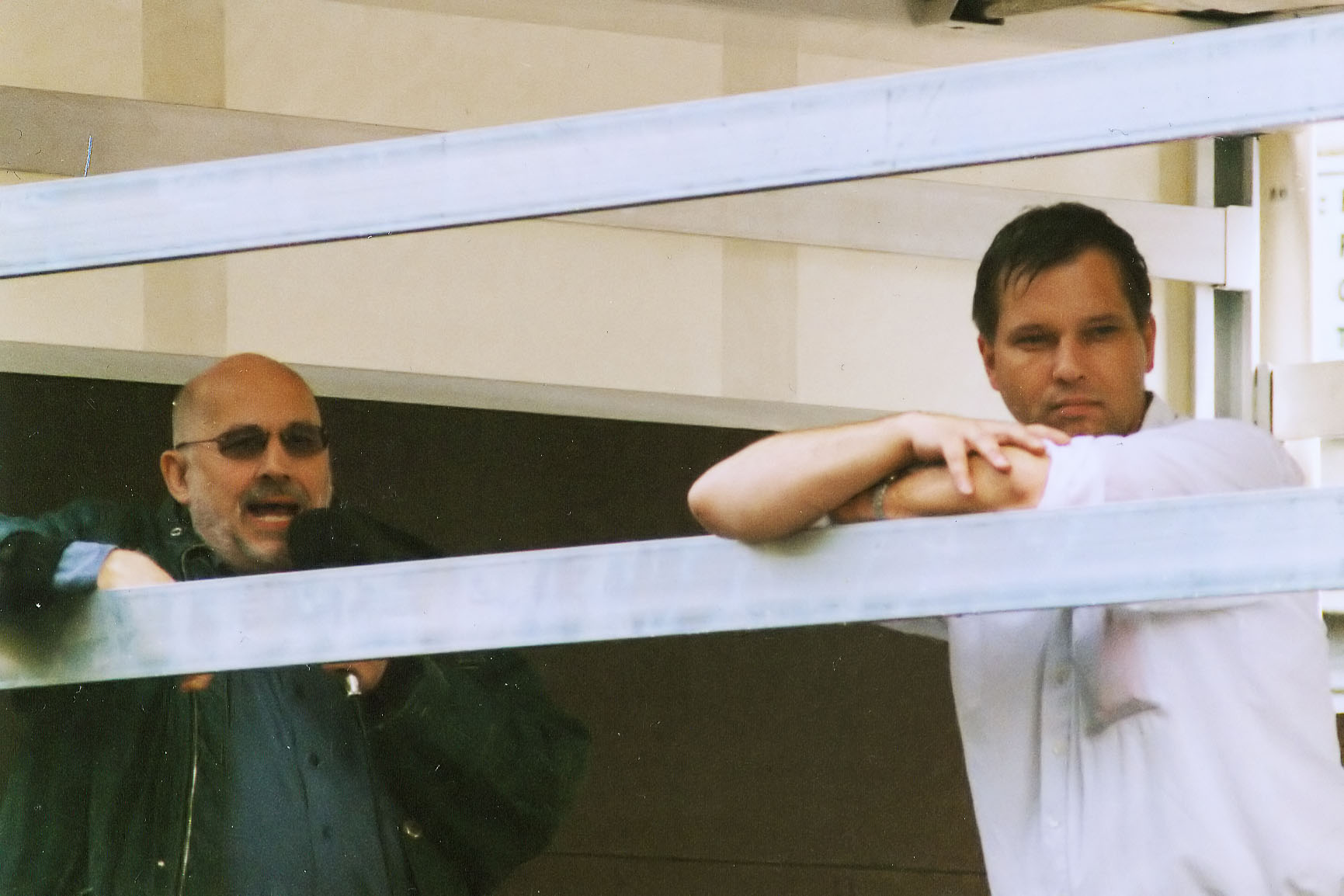
Horst Mahler (links)

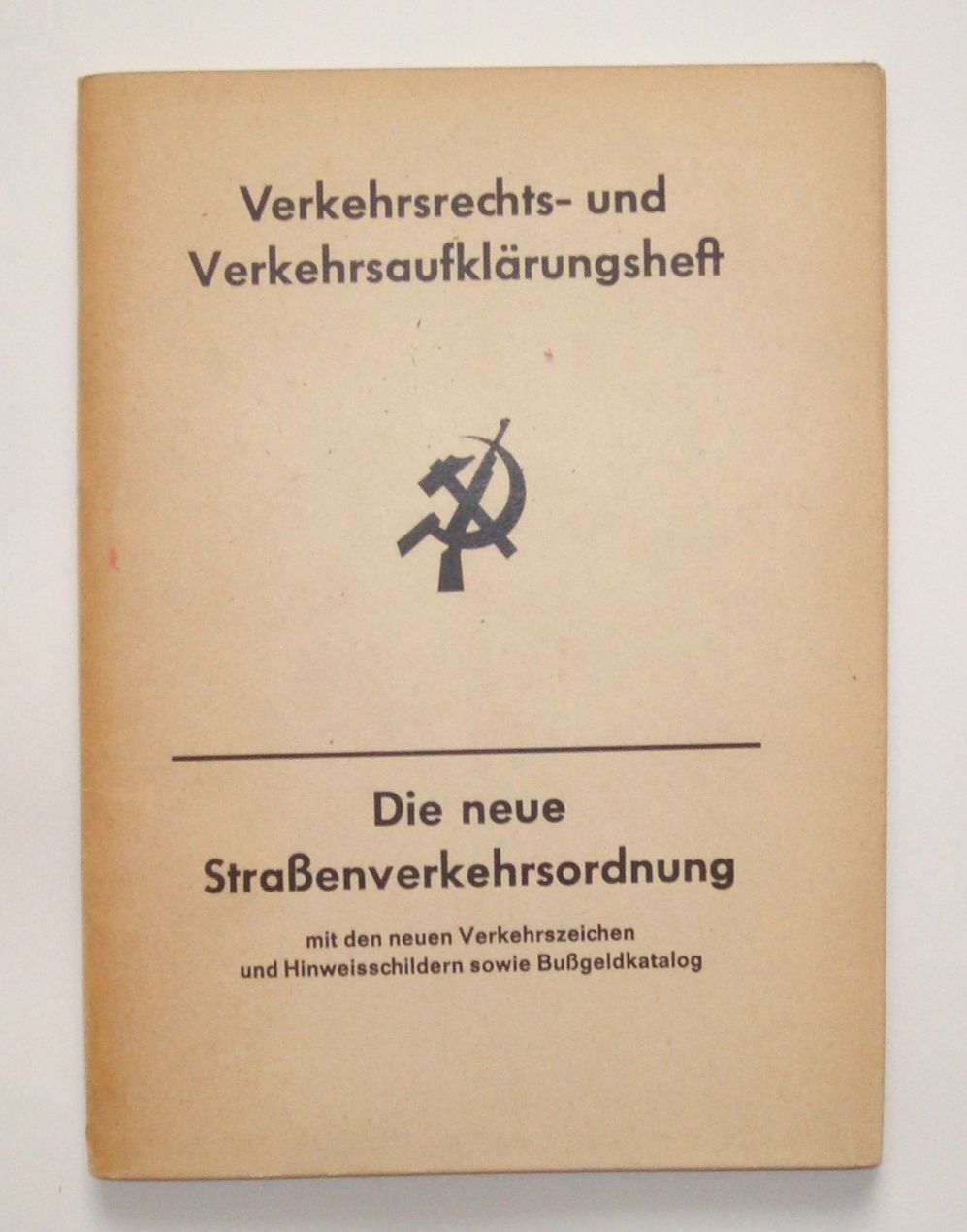
RAF-geschrift geschreven door Horst Mahler

Horst Mahler (Haynau (Silezië), 23 januari 1936 – Berlijn, 27 juli 2025) was een Duitse jurist en advocaat die medeoprichter van de extreemlinkse terreurorganisatie Rote Armee Fraktion (RAF) was. Tijdens zijn detentie ontwikkelde hij zich in maoïstische richting, waarna hij uit de RAF werd gezet. Na zijn vrijlating eind jaren tachtig sloeg zijn gedachtegoed om in rechts-extremistische richting. Tussen 2009 en 2020 zat hij een gestapelde gevangenisstraf uit wegens Volksverhetzung.

## Biografie

### Betrokkenheid bij RAF
Mahler trad op als pleiter van onder anderen de familie van Benno Ohnesorg, dienstweigeraars, Rudi Dutschke, leden van de Kommune 1 en Beate Klarsfeld. In 1969 verdedigde hij de extreemlinkse activist en latere RAF-extremist Andreas Baader bij zijn strafproces inzake de warenhuisbrand in Frankfurt am Main in de nacht van 2 op 3 april 1968. Hierbij waren ook anderen betrokken, zoals Gudrun Ensslin.
Mahler werd veroordeeld tot tien maanden celstraf vanwege zijn aandeel in de rellen naar aanleiding van de aanslag op de linkse studentenleider Rudi Dutschke in 1968. Na het uitzitten van zijn gevangenisstraf vertrok Mahler samen met onder anderen Baader, Ensslin en Ulrike Meinhof naar Jordanië voor een militaire training en werd op die manier zelf actief lid van de RAF, die hij eerder had helpen oprichten. Hij werd hiervoor in oktober 1970 gearresteerd en werd verdedigd door advocaat en latere politicus Otto Schily, die daarvoor al Gudrun Ensslin had bijgestaan. 

### Maoïsme
In de gevangenis ontwikkelde Mahler zich tot maoïst en werd hij lid van de KPD/ML. Hij werd dan ook door de RAF uitgesloten. In 1973 werd Mahler eerst veroordeeld tot 12 jaren gevangenisstraf en later tot 14 jaren gevangenisstraf wegens zijn aandeel bij de oprichting van de RAF en wegens betrokkenheid bij een reeks overvallen. Tijdens de "Lorenz Ontvoering" (1975) door de zusterorganisatie Beweging van de 2e Juni kon hij, met andere gevangenen, uitgewisseld worden tegen de ontvoerde CDU-politicus Peter Lorenz, waarop Mahler niet inging. In 1980 kwam hij dan ook vroegtijdig vrij. Vanaf 1988 was hij weer werkzaam als advocaat. Gerhard Schröder, zijn toenmalige advocaat, goede kennis en juridisch adviseur van talrijke andere linkse activisten, had hem hierbij geholpen.

### Extreem-rechts
Sinds 1999 was Mahler lid van de extreemrechtse partij NPD in Duitsland. Hij was een fel antisemiet en keurde de terroristische aanslagen op 11 september 2001 aanvankelijk goed.
Samen met de rechtse politicus Franz Schönhuber schreef hij in 1997 het boek Schluß mit deutschem Selbsthaß ('Weg met de Duitse zelfhaat'). Mahler eiste de herinstelling van het Groot-Duitse Rijk, was een Holocaustontkenner en wilde de invoering van een nationale verzorgingsstaat volgens het "nationale socialisme" in Duitsland. Mahler eiste ook de remigratie van niet-Duitse inwoners van de huidige Bondsrepubliek. In 2003 trad hij tijdelijk uit de NPD, omdat hij de rechtse nationalistische partij te parlementair en te gematigd acht.
Hij beweerde dat hij een nationale revolutie ondersteunde, die dezelfde vijanden zou hebben als de RAF voorheen: het imperialisme. Hij zei dat zijn antiamerikanisme hetzelfde gebleven was, maar dat hij als toenmalig marxist-leninist gedreven werd de Rote Armee Fraktion op te richten, doordat hij toen als een "overtuigd gelovige" in de "Holocaust-mythe van zes miljoen" de vernietiging van de Duitse burgersamenleving nog als "rechtvaardige straf" voor Adolf Hitlers regime zou hebben beschouwd en ook overtuigd internationalist en revolutionair was. Later was hij overtuigd van een vermeend "gevaar van het Jodendom voor Duitsland".
Op 25 februari 2009 werd Mahler na een langslepend proces wegens holocaustontkenning tot zes jaar celstraf veroordeeld door het gerechtshof te München. Hij had de rechtszaak volgens critici zelf uitgelokt. De Beierse rechter verklaarde tijdens de uitspraak dat hij een eind wilde maken aan Mahlers "nationalistische geklets" en zijn solitaire "show". Talrijke rechtse aanhangers van Mahler, maar ook linkse voormalige vrienden, volgden het proces in de rechtszaal. Op 11 maart 2009 veroordeelde een Potsdammer rechtbank Mahler tot een additionele gevangenisstraf van vijf jaar en vier maanden voor holocaustontkenning en banalisering van nazi-oorlogsmisdaden. Gezien het gevaar van ontsnapping werd deze straf onmiddellijk uitgevoerd. Daarnaast kreeg hij ook nog een gevangenisstraf van tien maanden van een rechtbank in Landshut. 
In 2012-13 schreef hij in de gevangenis een boek over zijn ideeën. Dit boek werd echter verboden. Ook werd het Horst Mahler niet langer toegestaan in de gevangenis een computer te gebruiken. In 2018 werd bij Mahler het rechteronderbeen geamputeerd. Ondanks dat Mahler palliatieve zorg behoefde ter afwachting van zijn naderende levenseinde besloot de rechter dat Mahler in de gevangenis moest blijven, omdat hij een bedreiging voor de openbare veiligheid vormde.
Op 27 oktober 2020 werd Horst Mahler op 84-jarige leeftijd op vrije voeten gesteld. Er werd tevergeefs gepoogd om hem weer in de gevangenis te krijgen vanwege additionele strafbare feiten. Het werd hem bij zijn vrijlating verboden om zonder voorafgaande toestemming uitingen te doen op het internet en in andere media.

### Overlijden
Mahler overleed op 27 juli 2025 op 89-jarige leeftijd.